# Kommando Internationale Einsätze
Das Österreichische Bundesheer führt seit dem Jahr 1960 Friedensunterstützende Operationen und Hilfseinsätze in aller Welt durch. Die Ausbildung, Entsendung, Personalverwaltung sowie die Versorgung der entsandten Soldaten wurde zunächst von verschiedenen Dienststellen und Truppenkörpern des Österreichischen Bundesheeres wahrgenommen. 1987 wurde dann mit dem Kommando Auslandseinsätze ein eigenständiger Truppenkörper für diese Aufgaben geschaffen.
Die ab 1989 stark gestiegene Zahl der Missionen, die immer komplexeren Rahmenbedingungen und die Erweiterung der Aufgaben führten am 1. April 1999 zur Schaffung des Kommandos für Internationale Einsätze. Am 1. Dezember 2002 wurden die Zentren für Einsatzvorbereitung und Internationale Kooperation eingerichtet und das Kommando Internationale Einsätze in die Grazer Belgier-Kaserne verlegt.
Dieses Kommando ist nicht mit den Kräften für internationale Operationen (KIOP) zu verwechseln. KIOP sind organisierte Kaderpräsenzeinheiten (KPE) für Missionen im Ausland (KFOR, ISAF) und bilden auch zum Teil die neu gegründete EUFOR-Einsatztruppe.

## Standorte
Das Kommando Internationale Einsätze war in mehreren Garnisonen stationiert: In der Grazer Belgier-Kaserne befanden sich das Kommando mit dem Zentrum Internationale Kooperation (ZIK). Das Zentrum Einsatzvorbereitung (ZEV) wird zukünftig Auslandseinsatzbasis heißen und befindet sich weiterhin in der Wallenstein-Kaserne in Götzendorf mit einer Außenstelle für die Eignungsüberprüfung in der Van-Swieten-Kaserne in Wien-Stammersdorf.
Am 1. September 2006 wurden die nachstehenden Aufgaben durch das Streitkräfteführungskommando übernommen.

## Aufgabenübersicht
- Operative Planung und Eventualfallplanung für internationale Einsätze
- Einsatzvorbereitung und -nachbereitung
- Operative nationale Einsatzführung
- Ausbildung für internationale Einsätze
- Wahrnehmung von Aufgaben im Rahmen der internationalen Kooperationen
- Wahrnehmung behördlicher Aufgaben im Rahmen des Dienstrechtes
- Wahrnehmung der Aufgaben als anweisendes Organ gem. Bundeshaushaltsrecht
- Verrechnung aller internationaler Übungen

## Arbeitszweige in der Umsetzung der Aufgaben
- Personal
- Planung
- Ausbildung
- Nationale Führung
- Logistik
- Öffentlichkeitsarbeit und Truppenbetreuung
- Führungsunterstützung
- Finanzplanung und Budgetmanagement
- Internationales Contracting

## Personal
- Personalverwaltung
- Personal des Kommandos Internationale Einsätze, Zentrum Internationale Kooperationen, Zentrum Einsatz Vorbereitung
- Soldaten im Auslandseinsatz
- Familienbetreuung

## Planung
- Planungsarbeiten für Friedensunterstützende Operationen und für Übungen der NATO-Partnerschaft für den Frieden mit Bundesheerbeteiligung
- Bereithaltung eines aktuellen Lagebildes der laufenden Einsätze
- Sammeln und Erstellen von Grundlagenmaterial, insbesondere zu Ausbildungszwecken

## Ausbildung
Die Ausbildung bereitet Truppenkontingente und Einzelpersonen für einen Einsatz im Ausland vor. Sie umfasst: 
- Allgemeine Ausbildung für Friedensunterstützende Operationen (FUO) in Form von Kursen
- Einsatzraumspezifische Ausbildung von Truppenkontingenten und Einzelpersonen unmittelbar vor der Entsendung in einen Einsatz zur Herstellung der Einsatzfähigkeit der zu entsendeten Soldaten

## Nationale Führung
Alle Auslandskontingente werden durch das Kommando Internationale Einsätze in Graz geführt. Die Kommunikationslinien zwischen den Kontingenten und dem Kommando laufen in einem Lagezentrum zusammen, das rund um die Uhr die Einsatzführung sicherstellt.

## Logistik
Die Generalstabsabteilung 4 führt logistische Planungen durch und stellt die Führung aller Kontingente und Missionen im Ausland in logistischer Hinsicht sicher. 
Diese Aufgaben stellen sich nicht zuletzt aufgrund der unterschiedlichen Versorgungsabläufe innerhalb der verschiedenen Organisationen und Bündnisse (UN, NATO, EU, OSZE) als überaus komplex dar.
Mit Ausnahme von Auslandseinsätzen, welche unter Führung der Vereinten Nationen erfolgen, liegt die Verantwortung für die Logistik im nationalen Bereich. Stärke und Zusammensetzung des Kontingentes, Entfernung zum Einsatzraum, Vorgaben durch eine Lead-Nation (LN) und unterschiedlichste Bedingungen für die Anschlussversorgung erfordern eine verstärkte Zusammenarbeit im Bereich der multinationalen Logistik.
Unter Logistischer Führung ist die Planung, Veranlassung und Kontrolle der Logistik für Auslandseinsätze von Verbänden und/oder Kontingenten des öBH, gem. §2 WG, nach Ersuchen von internationalen Organisationen zu verstehen. Diese Führungsverantwortung umfasst die Formierung, den Aufmarsch, das Sicherstellen des Einsatzes über einen längeren Zeitraum, mögliche Rotationen sowie die Rückführung von Kontingenten aus dem Auslandseinsatz in die Heimat.

## Öffentlichkeitsarbeit und Truppenbetreuung
Die Öffentlichkeitsarbeit ist zuständig für die interne und externe Informationsweitergabe sowie die Truppenbetreuung. Diese Aufgaben umfassen: 
- Externe Öffentlichkeitsarbeit
- Informationstransfer zwischen dem Kommando Internationale Einsätze, und den im Auslandseinsatz befindlichen Truppen bzw. Einzelpersonen
- Erstellung von Informationsmaterial

## Führungsunterstützung
Die Führungsunterstützung ist zuständig für den technischen Kommunikationsablauf innerhalb des Kommandos Internationale Einsätze, zu allen Auslandskontingenten und zu nachgeordneten Stellen. Sichergestellt werden: 
- Kommunikationsablauf (Schriftverkehr, Postlauf etc.)
- Informationstechnik und Fernmeldewesen
- militärische Sicherheit

## Budget- und Finanzmanagement
- Ermittlung des Finanzmittelbedarfs aller Missionen, Beobachter und internationaler Übungen
- Erstellung der Finanzpläne
- Umsetzen der Finanzplanung in Entsprechung des Bundeshaushaltsrechtes
- Durchführung einer Kosten- und Leistungsrechnung
- Durchführung des Personal- und Budgetcontrollings
- Überwachung der Geldversorgung und des Budgetabverbrauches
- Mitwirkung bei der Durchführung des internationalen Contractings
- Zusammenarbeit mit der Buchhaltungsagentur des Bundes